# Katharina Müller (Basketballspielerin)

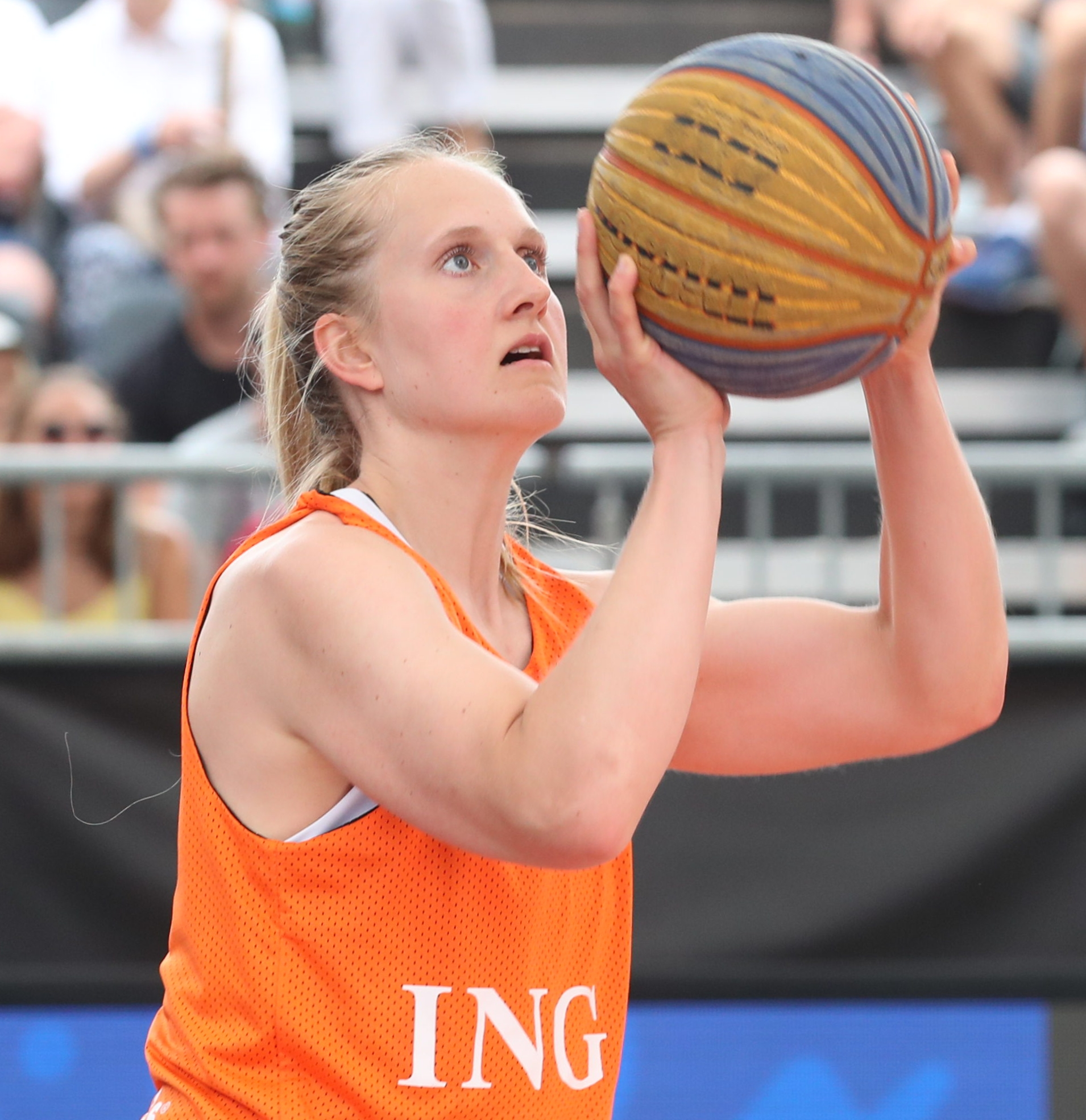
Katharina Müller (2022)

Katharina Eva Martina Müller (* 15. Januar 1994 in Aachen) ist eine deutsche Basketballspielerin.

## Laufbahn
Müller spielte in der Jugend zunächst bei der BG Aachen, dann bei den Köln 99ers. Sie war in den Altersklassen U16, U18 und U20 deutsche Jugendnationalspielerin und nahm an Europameisterschaften teil. 2009 ging Müller zum Bundesligisten TV Saarlouis und besuchte das örtliche Max-Planck-Gymnasium. 2010 wurde die 1,80 Meter messende, auch unter dem Spitznamen „Kitty“ bekannte Flügelspielerin mit Saarlouis deutsche Meisterin und Pokalsiegerin. Sie trat mit dem Verein auch im Europapokal an.
2012 verließ sie Saarlouis und spielte in der ersten Hälfte der Saison 2012/13 am New Mexico Junior College in den Vereinigten Staaten, kehrte aber am Jahresende 2012 nach Deutschland zurück. Sie spielte kurzfristig beim Oberligisten DJK Frankenberg und schloss sich nach in der Saison 2012/13 dem Bundesligisten Herner TC an. Müller blieb bis November 2015 in Herne, gleichzeitig durchlief sie eine Ausbildung zur Physiotherapeutin. Nachdem sie den HTC verlassen hatte, spielte sie 2015/16 noch kurzfristig beim Zweitligisten BG 74 Göttingen. 2020 spielte sie kurz für RBC Pepinster in Belgien. Sie widmete sich verstärkt der Spielart 3-gegen-3, in der herkömmlichen Spielart wurde sie 2022 mit dem TuS Lichterfelde Meisterin der 1. Regionalliga Nord und spielte mit den Berlinerinnen anschließend in der 2. Bundesliga.
Unter dem Künstlernamen Tilayo brachte sie 2015 in Zusammenarbeit mit Stefan Josefus (Schlagzeuger von Franz K.) das Lied Wir Herzensdiebe heraus, welches in der Hitparade des Norddeutschen Rundfunks geführt wurde.